# الشارقة 24
الشارقة 24 هو موقع إخباري رقمي رسمي تابع لحكومة الشارقة في دولة الإمارات العربية المتحدة. أُطلق في عام 2015 بتوجيهات من الشيخ الدكتور سلطان بن محمد القاسمي، حاكم الشارقة. 
يغطي الموقع أخبار إمارة الشارقة ودولة الإمارات، إضافة إلى الأخبار العربية والعالمية، وينشر محتواه باللغتين العربية والإنجليزية.  كما يوفّر تقارير مرئية ومحتوى عبر منصاته الرقمية.
وصل عدد متابعي الموقع في عام 2018 إلى نحو 4.3 مليون متابع من ثماني دول في الخليج والعالم العربي والولايات المتحدة الأمريكية، كما نشر الموقع أكثر من 116 ألف مادة إخبارية غطت أحداثاً محلية وعربية وعالمية. 